# Pterolophia tuberosicollis
Pterolophia tuberosicollis är en skalbaggsart som beskrevs av Stefan von Breuning 1943. Pterolophia tuberosicollis ingår i släktet Pterolophia och familjen långhorningar. Inga underarter finns listade i Catalogue of Life.